# Boisea rubrolineata

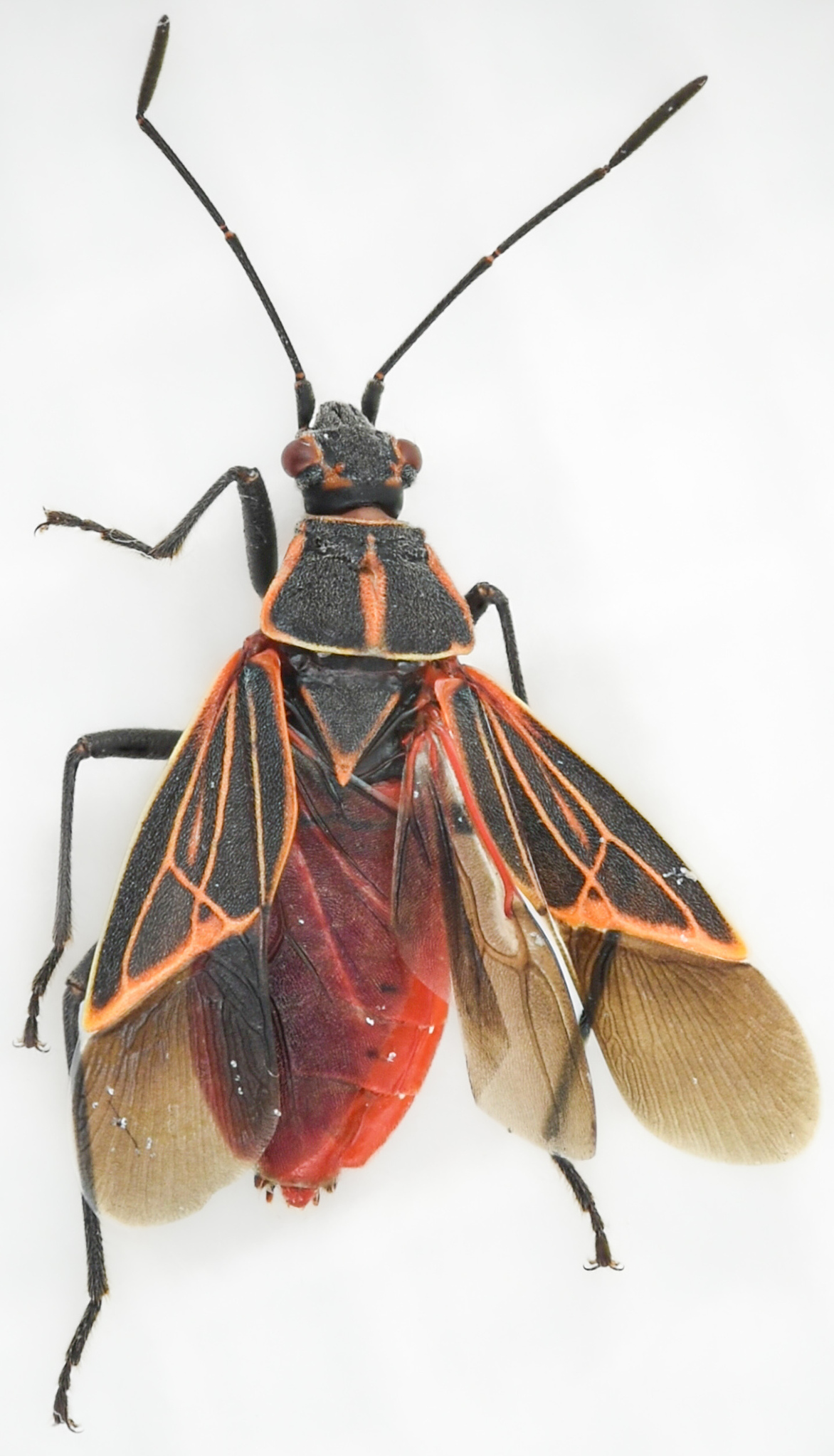
Imago mit geöffneten Flügeln

Boisea rubrolineata ist eine Wanze aus der Unterfamilie Serinethinae innerhalb der Familie der Glasflügelwanzen (Rhopalidae).

## Merkmale
Die Wanzen werden 10 bis 14 Millimeter lang. Kopf, Fühler und Beine sind schwarz. Die Augen sind rot. Die seitlichen Ränder des schwarzen Halsschildes (Pronotum) sowie ein mittig verlaufender Längsstreifen sind orange gefärbt. Der Hinterleib, der üblicherweise von den Hemielytren bedeckt wird, ist orange. Das schwarze Schildchen (Scutellum) weist einen kleinen orangen Fleck an der apikalen Spitze auf. Die schwarz gefärbten Hemielytren weisen eine orange äußere Umrandung auf. Entlang dem unteren Rand, am Übergang zur ebenfalls schwarz gefärbten Membran, verläuft ein oranger Streifen. Die Hemielytren sind mit mehreren orange Adern linienförmig überzogen.

## Verbreitung und Lebensraum
Die Wanzen kommen im westlichen Nordamerika vor. In Kanada sind sie in British Columbia vertreten. In den Vereinigten Staaten reicht ihr Verbreitungsgebiet von der Westküste bis nach Idaho, Colorado und New Mexico.

## Lebensweise
Die Wanzen sind insbesondere auf den Eschen-Ahorn (Acer negundo) als Wirtspflanze spezialisiert.
Weitere primäre Wirtspflanzen sind Acer grandifolium, der Silber-Ahorn (Acer saccharinum), die Blasenesche (Koelreuteria paniculata) und der Waschnussbaum (Sapindus saponaria).
Die Wanzen saugen an den Blättern, Blüten und Samen der Bäume. Man findet sie hauptsächlich an pistillaten (botanisch weiblichen) samentragenden Eschen-Ahorn-Bäumen. Die Wanzen saugen auch an den Früchten von Mandel-, Apfel-, Pfirsich-, Kirsch-, Birn- und Pflaumenbäumen. Des Weiteren findet man sie an Luzerne, an Kartoffelpflanzen und an Rosengewächsen, wo sie gelegentlich Fraßschäden verursachen. Boisea rubrolineata gilt aus diesem Grunde als minderbedeutender Schädling.
Die Wanzenart bildet in nördlichen Gefilden eine Generation, in wärmeren Gegenden können es auch zwei oder mehrere Generationen im Jahr geben. Die Wanzen suchen zur Überwinterung häufig menschliche Behausungen auf und gelten deshalb als Lästlinge.
Im Englischen heißt die Wanze Western Boxelder Bug – bezugnehmend auf den Eschen-Ahorn (engl. boxelder) und dem Verbreitungsschwerpunkt im Westen der USA.

## Ähnliche Arten
Boisea trivittata (Eastern Boxelder Bug) ist eine verwandte und sehr ähnliche Wanzenart. Sie kommt im Gegensatz zu Boisea rubrolineata im Osten der Vereinigten Staaten vor. Äußerlich unterscheidet sich die Art durch die dunkel gefärbten Venen der Hemielytren.

## Etymologie
Der Namenszusatz rubrolineata leitet sich aus dem Lateinischen ab: rubro für „rot“ und lineata für „gestreift“.